# 谢尔盖·蒙尼亚
谢尔盖·亚历山德罗维奇·蒙尼亚（俄语：Серге́й Алекса́ндрович Мо́ня，1983年4月15日—），俄罗斯职业篮球运动员，曾效力于美国NBA联盟。他在2004年的NBA选秀中第1轮第23顺位被波特兰开拓者选中。